# Egyházaskesző
Egyházaskesző je vesnice v Maďarsku v župě Veszprém, spadající pod okres Pápa. Nachází se asi 13 km severozápadně od Pápy a 18 km jihozápadně od Tétu. V roce 2015 zde žilo 517 obyvatel, z nichž 84,3 % tvoří Maďaři.
Kromě hlavní části zahrnuje vesnice i malou část Erdészlak.
Egyházaskesző leží na silnicích 8406 a 8407. Je přímo silničně spojena s obcemi Kemenesszentpéter, Magyargencs, Marcaltő, Nemesgörzsöny, Szany a Várkesző. Egyházaskesző se nachází mezi řekami Marcal a Rába.
Ve vesnici se nachází katolický kostel Szent Margit vértanú-templom a kaple Szent Antal-kápolna. Je zde též hřbitov a malý obchod.